# Austrian International 2001
Die Austrian International 2001 fanden vom 26. bis zum 29. April 2001 in Pressbaum statt. Es war die 31. Austragung dieser offenen internationalen Meisterschaften von Österreich im Badminton. 

## Sieger und Platzierte
| Disziplin    | Gold                               | Silber                      | Bronze                              |
| ------------ | ---------------------------------- | --------------------------- | ----------------------------------- |
| Herreneinzel | Kenneth Jonassen                   | Niels Christian Kaldau      | Przemysław Wacha                    |
| Herreneinzel | Kenneth Jonassen                   | Niels Christian Kaldau      | Jyri Aalto                          |
| Dameneinzel  | Tracey Hallam                      | Karina de Wit               | Anne Marie Pedersen                 |
| Dameneinzel  | Tracey Hallam                      | Karina de Wit               | Ella Karachkova                     |
| Herrendoppel | Michał Łogosz Robert Mateusiak     | Mathias Boe Thomas Hovgaard | Evgenij Isakov Artur Khachaturjan   |
| Herrendoppel | Michał Łogosz Robert Mateusiak     | Mathias Boe Thomas Hovgaard | Chris Blair Daniel Shirley          |
| Damendoppel  | Ella Karachkova Anastasia Russkikh | Britta Andersen Lene Mørk   | Judith Baumeyer Santi Wibowo        |
| Damendoppel  | Ella Karachkova Anastasia Russkikh | Britta Andersen Lene Mørk   | Nicole Gordon Rebecca Gordon        |
| Mixed        | Mathias Boe Britta Andersen        | Peter Steffensen Lene Mørk  | Daniel Shirley Renee Flavell        |
| Mixed        | Mathias Boe Britta Andersen        | Peter Steffensen Lene Mørk  | Artur Khachaturjan Marina Yakusheva |

## Finalergebnisse
| Disziplin    | Sieger                             | Finalist                    | Ergebnis         |
| ------------ | ---------------------------------- | --------------------------- | ---------------- |
| Herreneinzel | Kenneth Jonassen                   | Niels Christian Kaldau      | 15-10 15-7       |
| Dameneinzel  | Tracey Hallam                      | Karina de Wit               | 11-9 11-5        |
| Herrendoppel | Michał Łogosz Robert Mateusiak     | Mathias Boe Thomas Hovgaard | 15-13 15-3       |
| Damendoppel  | Ella Karachkova Anastasia Russkikh | Britta Andersen Lene Mørk   | 12-15 15-7 17-16 |
| Mixed        | Mathias Boe Britta Andersen        | Peter Steffensen Lene Mørk  | 15-2 15-5        |